# Église Saint-Étienne d'Épineuil
L'église Saint-Étienne d'Épineuil est une église située à Épineuil, dans le département de l'Yonne, en France. Elle est placée sous le vocable de saint-Etienne dont la fête est le 26 décembre. A la transition entre architecture romane et gothique, cette petite église de campagne connait quelques modifications au cours des siècles.

## Historique

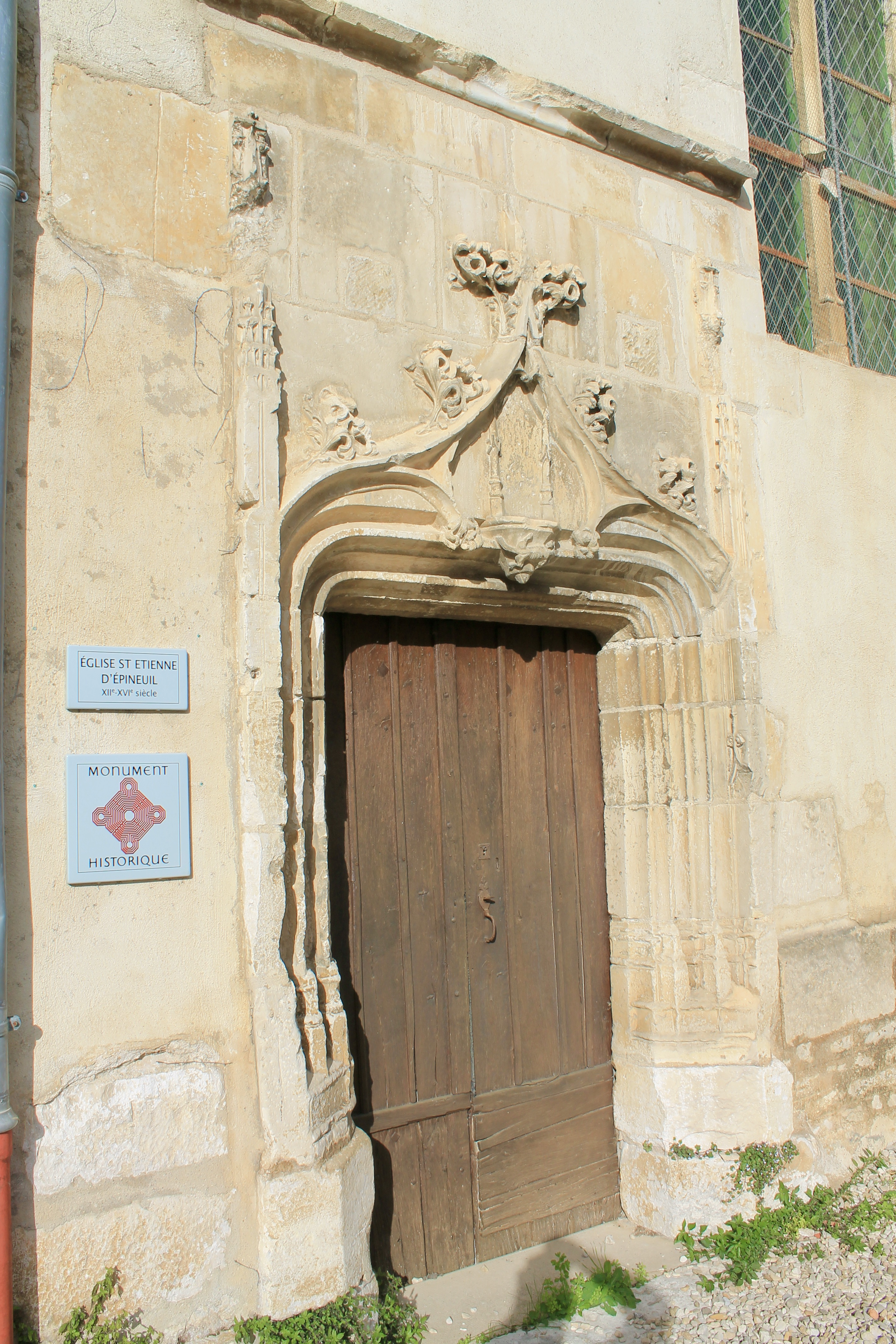
Entrée latérale de l'église.

Situé au cœur du village d'Epineuil, cette église est inscrite au titre des monuments historiques depuis le 28 octobre 1965. 
La nef s'est en partie effondrée le 11 juillet 1947